# Leichtathletik-Europameisterschaften 1982/1500 m der Männer

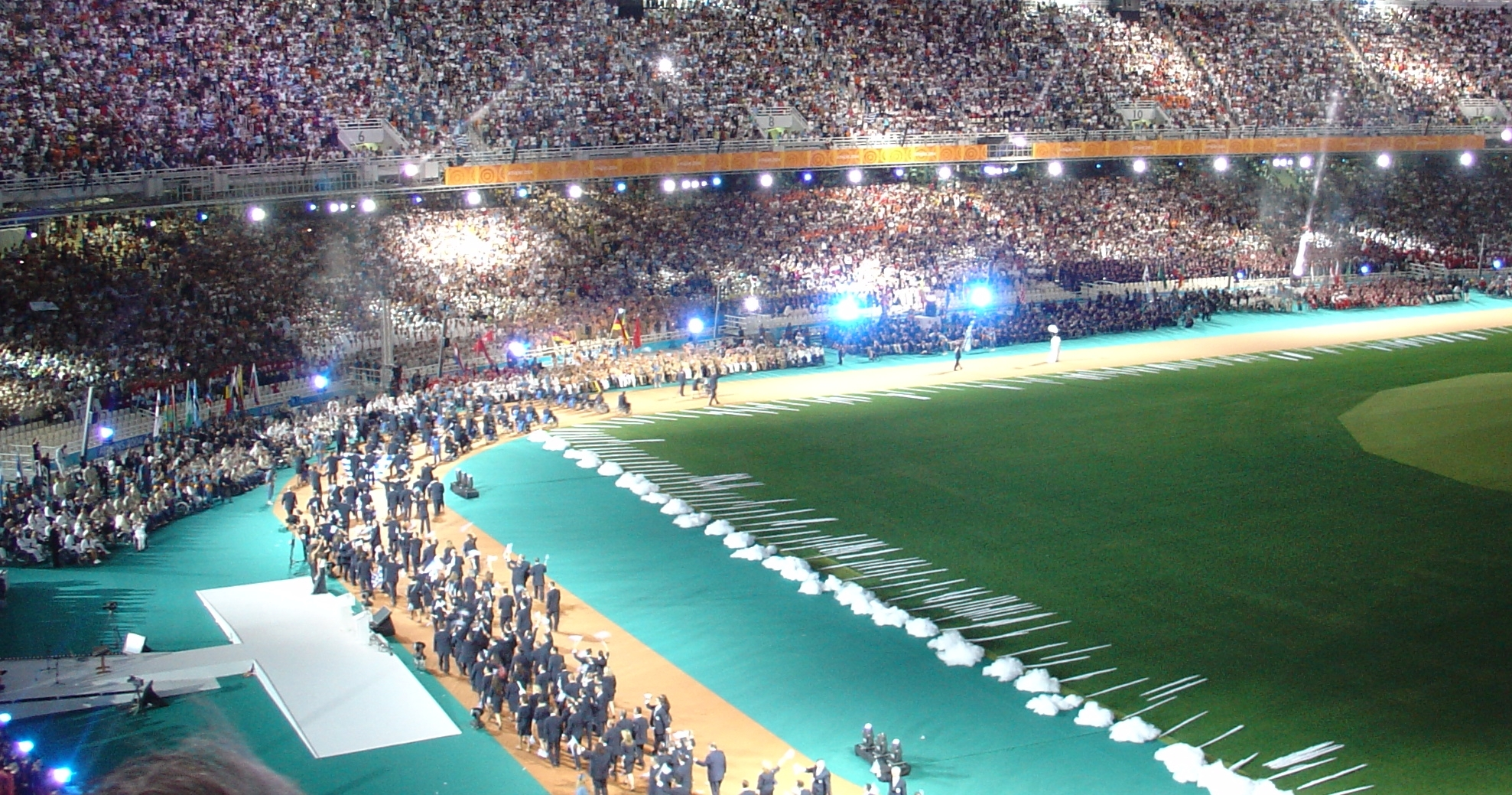
Das Athener Olympiastadion bei der Eröffnung der Paralympics 2004

Der 1500-Meter-Lauf der Männer bei den Leichtathletik-Europameisterschaften 1982 wurde am 9. und 11. September 1982 im Olympiastadion von Athen ausgetragen.
Europameister wurde der Brite Steve Cram. Platz zwei belegte der sowjetische Läufer Mikalaj Kirau. Der Spanier José Manuel Abascal gewann die Bronzemedaille.

## Bestehende Rekorde
| Weltrekord           | 3:31,36 min | Steve Ovett | Koblenz, BR Deutschland (heute Deutschland) | 27. August 1980   |
| Europarekord         | 3:31,36 min | Steve Ovett | Koblenz, BR Deutschland (heute Deutschland) | 27. August 1980   |
| Meisterschaftsrekord | 3:35,59 min | Steve Ovett | EM Prag, Tschechoslowakei                   | 3. September 1978 |

Die Rennen dieses Wettbewerbs hier in Athen waren ausnahmslos auf einen Finalsprint ausgerichtet und wurden ohne richtig hohes Tempo gelaufen. So wurde der bestehende EM-Rekord nicht erreicht. Die schnellste Zeit erzielte der britische Europameister Steve Cram im Finale mit 3:36,49 min, womit er allerdings nur neun Zehntelsekunden über dem Rekord blieb. Zum Welt- und Europarekord fehlten ihm 5,13 Sekunden.

## Legende
Kurze Übersicht zur Bedeutung der Symbolik – so üblicherweise auch in sonstigen Veröffentlichungen verwendet:
| DNS | nicht am Start (did not start) |

## Vorrunde
9. September 1982
Die Vorrunde wurde in drei Läufen durchgeführt. Die ersten drei Athleten pro Lauf – hellblau unterlegt – sowie die darüber hinaus drei zeitschnellsten Läufer – hellgrün unterlegt – qualifizierten sich für das Halbfinale.

### Vorlauf 1

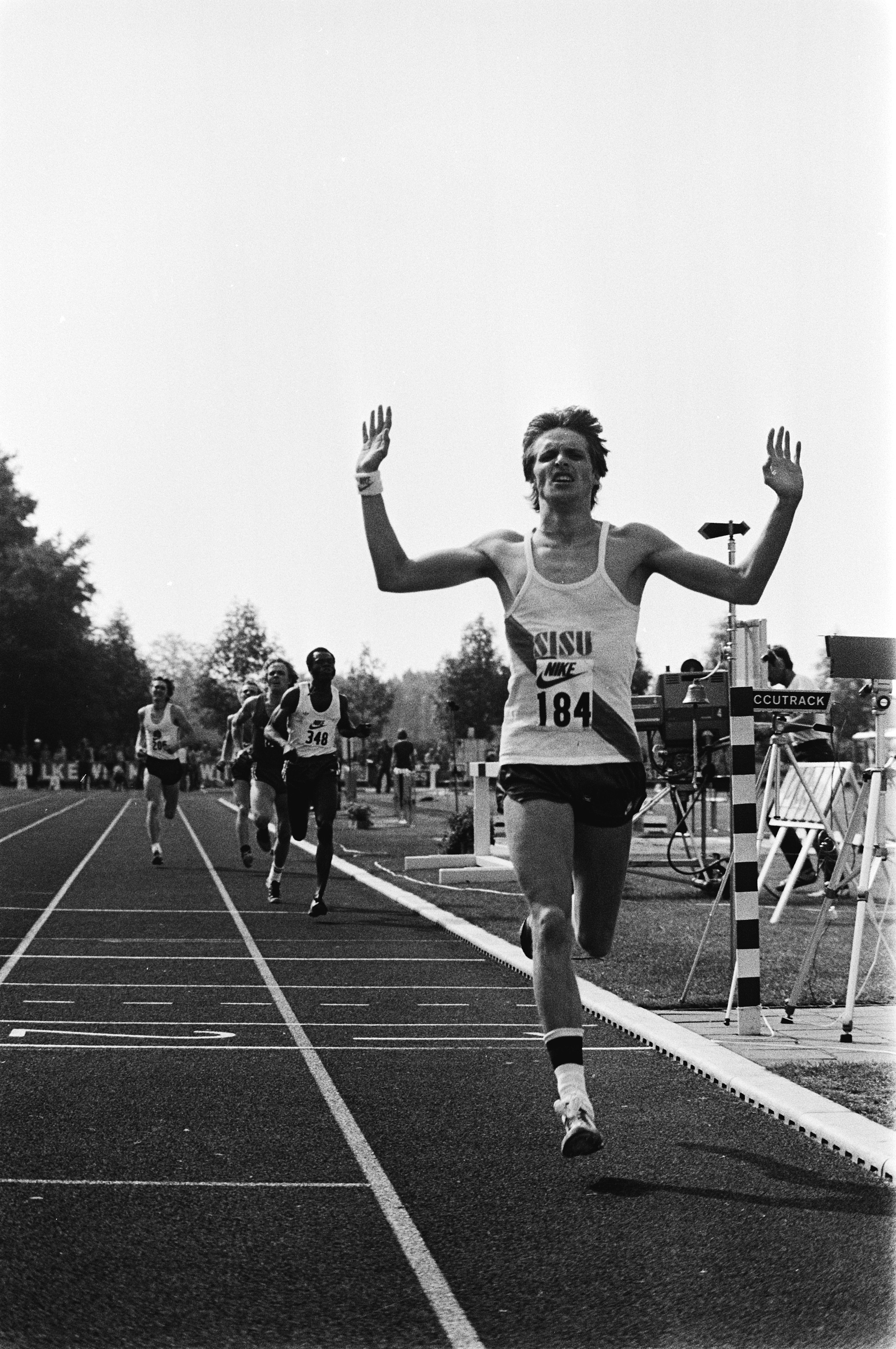
Nach seinem achten Platz im ersten Vorlauf überstand der 800-Meter-Fünfte Arno Körmeling nicht die Vorrunde

| Platz | Name                 | Nation         | Zeit (min) |
| ----- | -------------------- | -------------- | ---------- |
| 1     | Pierre Délèze        | Schweiz        | 3:42,75    |
| 2     | Graham Williamson    | Großbritannien | 3:43,01    |
| 3     | Dragan Zdravković    | Jugoslawien    | 3:43,02    |
| 4     | Claudio Patrignani   | Italien        | 3:43,12    |
| 5     | Mirosław Żerkowski   | Polen          | 3:43,46    |
| 6     | Alex Gonzalez        | Frankreich     | 3:43,70    |
| 7     | Christos Papahristos | Griechenland   | 3:44,12    |
| 8     | Arno Körmeling       | Niederlande    | 3:44,18    |
| 9     | Jan Persson          | Schweden       | 3:44,94    |
| 10    | Antonio Atabao       | Portugal       | 3:46,99    |
| 11    | John Chappory        | Gibraltar      | 3:57,91    |

### Vorlauf 2
| Platz | Name                | Nation         | Zeit (min) |
| ----- | ------------------- | -------------- | ---------- |
| 1     | José Manuel Abascal | Spanien        | 3:40,32    |
| 2     | Uwe Becker          | BR Deutschland | 3:40,50    |
| 3     | Andreas Busse       | DDR            | 3:40,53    |
| 4     | Mikalaj Kirau       | Sowjetunion    | 3:40,91    |
| 5     | João Campos         | Spanien        | 3:42,74    |
| 6     | Johnny Kroon        | Schweden       | 3:42,75    |
| 7     | Dave Taylor         | Irland         | 3:43,86    |
| 8     | Jón Didriksson      | Island         | 3:44,03    |
| 9     | Sermet Timurlenk    | Türkei         | 3:44,24    |
| 10    | Philippe Dien       | Frankreich     | 3:45,13    |

### Vorlauf 3
| Platz | Name                  | Nation         | Zeit (min) |
| ----- | --------------------- | -------------- | ---------- |
| 1     | Steve Cram            | Großbritannien | 3:38,06    |
| 2     | Witalij Tyschtschenko | Sowjetunion    | 3:38,46    |
| 3     | Ray Flynn             | Irland         | 3:38,62    |
| 4     | Robert Nemeth         | Österreich     | 3:39,57    |
| 5     | Vinko Pokrajčić       | Jugoslawien    | 3:40,86    |
| 6     | Justin Gloden         | Luxemburg      | 3:41,62    |
| 7     | Carlos Cabral         | Spanien        | 3:42,29    |
| 8     | Stefano Mei           | Italien        | 3:43,05    |

## Finale

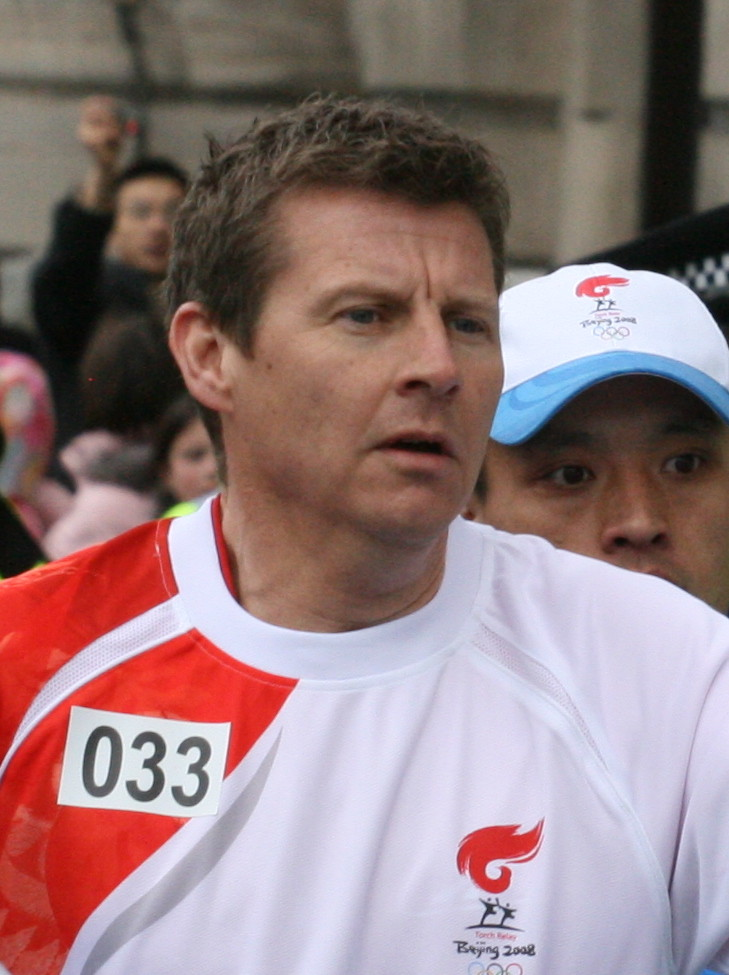
Europameister Steve Cram gewann hier seinen ersten großen internationalen Titel – zahlreiche weitere sollten folgen
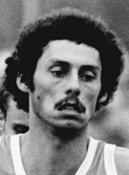
Andreas Busse belegte Rang elf

11. September 1982
| Platz | Name                  | Nation         | Zeit (min) |
| ----- | --------------------- | -------------- | ---------- |
| 1     | Steve Cram            | Großbritannien | 3:36,49    |
| 2     | Mikalaj Kirau         | Sowjetunion    | 3:36,99    |
| 3     | José Manuel Abascal   | Spanien        | 3:37,04    |
| 4     | Robert Nemeth         | Österreich     | 3:37,81    |
| 5     | Witalij Tyschtschenko | Sowjetunion    | 3:38,15    |
| 6     | Uwe Becker            | BR Deutschland | 3:38,17    |
| 7     | Pierre Délèze         | Schweiz        | 3:39,64    |
| 8     | Ray Flynn             | Irland         | 3:40,44    |
| 9     | Dragan Zdravković     | Jugoslawien    | 3:42,44    |
| 10    | Vinko Pokrajčić       | Jugoslawien    | 3:44,00    |
| 11    | Andreas Busse         | DDR            | 3:44,50    |
| DNS   | Graham Williamson     | Großbritannien |            |

## Videolink
- 1982 European Championships 1500m men, www.youtube.com, abgerufen am 30. November 2022